# MINERVA: Metastasis
MINERVA: Metastasis – wydawana epizodycznie modyfikacja gry komputerowej Half-Life 2, przeznaczona do gry jednoosobowej, stworzona przez Adama Fostera. Produkcja nie została dotąd ukończona. Co jakiś czas autor publikuje jednak kolejne rozdziały. Dotychczas wydał cztery (Carcinogenesis, Downhill Struggle, Depth Charge, Pegasus) i pracuje nad piątym (Out of Time).
Fabuła i rozgrywka nawiązują do Someplace Else - mapy Fostera stworzonej dla Half-Life'a, a potem Half-Life'a 2.
Akcja rozgrywa się na wyspie o bliżej nieokreślonym położeniu, pod powierzchnią której znajduje się tajna baza Kombinatu. Gracz poznaje szczegóły fabuły z komunikatów radiowych podawanych w formie tekstu. Prawdopodobnie przemawia przez nie tytułowa Minerva. Są pełne sarkazmu i złośliwości. Można się z nich dowiedzieć, że celem jest odkrycie celów działań Kombinatu oraz sposobu, w jaki była wykorzystywana baza. 
Minerva nawet jeśli jest świadoma zagrożenia, zazwyczaj nie informuje o tym gracza. Można odnieść wrażenie, że bawi ją samodzielne pokonywanie przeciwności przez gracza. Za najwyższy priorytet uznaje wykonanie misji, z drugiej strony wykazuje współczucie dla kierowanej przez gracza postaci, kiedy prawie ginie ona podczas eksplozji generatora zasilającego bazę. Minerva, dzięki swojej sprzecznej osobowości jest ważnym elementem produkcji.